# Terry Balsamo
Terry Balsamo, född 8 oktober 1972 i Tampa, Florida, är en amerikansk gitarrist, mellan 2003 och 2015 medlem i metalbandet Evanescence. Mellan 1999 och 2003 spelade han i gruppen Cold. Han deltog live med Cold 2016. Balsamo var medlem i Limp Bizkit 1995 och i gruppen Shaft mellan 1996 och 1999.

## Diskografi

### Album med Cold
- 2000: 13 Ways to Bleed on Stage
- 2003: Year of the Spider

### Album med Evanescence
- 2004: Anywhere but Home (livealbum)
- 2006: The Open Door [4]
- 2011: Evanescence